# Gilia diegensis
Gilia diegensis là một loài thực vật có hoa trong họ Polemoniaceae. Loài này được (Munz) A.G.Grant & V.E.Grant mô tả khoa học đầu tiên năm 1956.